# Motor a reação
Pratt & Whitney F100
Um motor a reação (AO 1945: reacção), também conhecido como motor a jato (AO 1945: jacto) ou ainda apenas como reator (AO 1945: reactor), é um motor que expele um jato rápido de algum fluido para gerar uma força de impulso, de acordo com Terceira Lei de Newton. Esta ampla definição de motor a jato inclui turbojatos, turbofans, foguetes e estatorreatores. 

## História

### Precursores

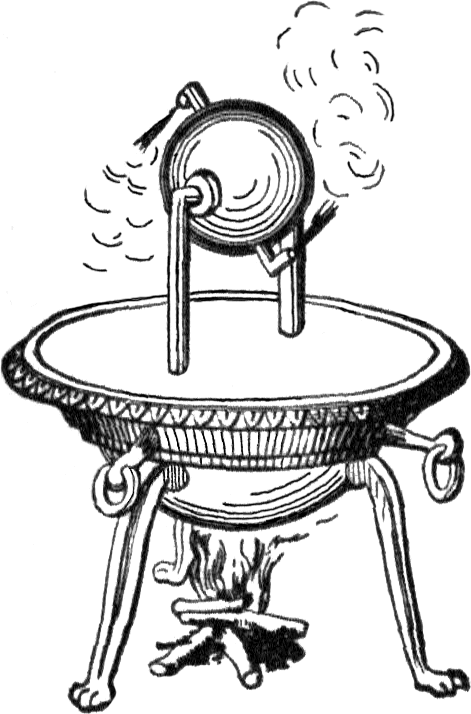
Eolípila

Os motores a reação surgiram, como conceito, no primeiro século depois de Cristo, quando Heron de Alexandria inventou o eolípila. Este usava vapor direcionado através de dois tubos de modo a conseguir movimentar uma esfera em seu próprio eixo. O invento nunca foi utilizado como fonte de energia mecânica, e os potenciais usos práticos da invenção de Heron não foram reconhecidos. Simplesmente foi considerado como uma curiosidade. 
A propulsão a jato, literalmente e figurativamente, pode ser levada a sério com a invenção do foguete pelos chineses no século XI. Foguetes inicialmente foram destinados a simples fins, como no uso de fogos de artifício, mas gradualmente passaram a ser usados para propelir armamentos de grande efeito moral; neste ponto a tecnologia estagnou-se por séculos.

### Estágios iniciais de desenvolvimento
Em 1895, Pedro Paulet, um cientista e engenheiro peruano, desenvolveu o primeiro foguete de combustível líquido, com oxidante e combustíveis separados. Por essa contribuição, é considerado um dos pioneiros da era espacial.
Já no século XX, persistia o problema de que os motores a foguete eram ineficientes para serem usados na aviação. Em seu lugar, por volta dos anos da década de 1930, o  motor a combustão interna em suas diversas formas (rotativos, radiais, ar-refrigerados e refrigerados a água em linha) eram os únicos tipos de motores viáveis para o desenvolvimento de aviões. Esses motores eram aceitáveis em vista das baixas necessidades de performance então exigidas, dado o menor desenvolvimento dos meios técnicos.
Entretanto, os engenheiros estavam já a prever, conceitualmente, que o motor a pistão era auto-limitado em termos de performance; o limite era e é dado essencialmente pela eficiência da hélice. Isto se dá quando as lâminas da hélice aproximam-se da velocidade do som. Se a performance do motor, assim como a do avião, aumentasse sempre, mesmo com essa barreira, ainda assim haveria a necessidade de se melhorar radicalmente o desenho do motor a pistão ou um tipo completamente novo de motor teria que ser desenvolvido.
Esta é a motivação que está por trás do desenvolvimento da turbina a gás, comumente chamada apenas por "motor a jato", a qual poderia ser quase tão revolucionária para a aviação quanto o primeiro voo de Santos Dumont.
Os desenvolvimentos mais adiantados então, eram motores híbridos em que uma força suplementar, externa, auxiliava na compressão. Neste sistema, (chamado termojato, desenvolvido por Secondo Campini) o ar era primeiramente comprimido por um ventilador movido por um motor a pistão convencional, e depois misturado com combustível e inflamado para obter o jato de empuxo. 
Exemplos desse tipo de motor foram desenvolvidos por Henri Coandă no avião Coandă-1910 e, muito mais tarde, pelo Caproni Campini N.1 e o motor japonês Tsu-11 usado para equipar o avião Ohka, utilizado em missões de tipo kamikaze no fim da Segunda Guerra Mundial. Nenhum desses aviões obteve muito sucesso, e o CC.1 terminou por ser mais lento que os aviões equipados com motores convencionais.
A chave para motor a reação viável foi a turbina a gás, utilizando energia oriunda de um compressor para se autopropulsionar. A turbina a gás não foi uma ideia desenvolvida nos anos da década de 1930: a patente para uma turbina estacionária foi registrada por John Barber na Inglaterra em 1791. A primeira turbina a gás autopropelida, entretanto, foi construída em 1903 pelo engenheiro norueguês Ægidius Elling. As primeiras patentes para a "propulsão" a jato foram encaminhadas em 1917. Limitações do desenho e dos meios técnicos de engenharia e metalurgia aplicados na produção inviabilizaram, num primeiro momento, tais motores. Os principais problemas eram a segurança, confiabilidade, peso e, especialmente, a operação dos motores.
Em 1929 um estudante de aeronáutica, Frank Whittle, encaminhou suas ideias sobre um motor turbo-jato para seus superiores. Em 16 de janeiro de 1930, Whittle pediu sua primeira patente (concedida em 1932). A patente exibia um compressor de dois estágios axial seguido por um compressor centrífugo simples (single-sided). Mais tarde, Whittle concentrou-se apenas em simplificar o compressor centrífugo, por conta de uma variedade razões práticas. 
Em 1935 Hans von Ohain iniciou um trabalho em um projeto similar na Alemanha, aparentemente sem conhecimento do trabalho desenvolvido por Whittle.
O primeiro motor desenvolvido por Whittle funcionou em 1937. Era alimentado com combustível líquido e possuía a bomba de combustível acoplada ao motor. O motor de von Ohain, desenvolvido cinco meses depois de Whittle, era abastecido por gás, sem ter um dispositivo de abastecimento acoplado. A equipe de desenvolvimento de Whittle passou por apuros por não conseguir parar o motor no seu teste, mesmo depois que este teve o combustível cortado. Isto se deu porque vazou combustível para dentro do motor, fazendo-o funcionar até queimar completamente o combustível vazado. Whittle infelizmente não conseguiu desenvolver um revestimento selante apropriado para o projeto, e assim que ficou para trás de Von Ohain na corrida para colocar um motor a jato no ar.
Ohain aproximou-se de Ernst Heinkel, um dos grandes empresários da indústria aeronáutica alemã da época, que imediatamente percebeu o potencial do projeto. Heinkel tinha recentemente adquirido a companhia Hirth de fabricação de motores e Ohain e seu mecânico chefe, Max Hahn, foram alocados em uma nova divisão da empresa Hirth. 

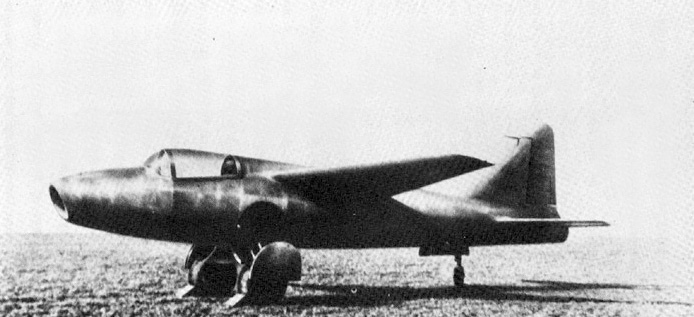
Heinkel He 178

Eles produziram seu primeiro motor, o HeS 1 em setembro de 1937. A contrário do projeto de Whittle, Ohain utilizou hidrogênio como combustível, abastecido por pressão. Seus desenvolvimentos posteriores culminaram na motor HeS 3, movido a gasolina e gerando 499 Kgf de empuxo (4,89 kN). 
Este motor foi montado na compacta e simples fuselagem do He 178, pilotado por Erich Warsitz no início da manhã de 27 de agosto de 1939, no aeródromo de Marienehe, em um curtíssimo período de desenvolvimento. O He 178 foi o primeiro avião a jato do mundo. 
O primeiro motor de Whittle estava tornando-se viável, e a companhia de Whittle, a Power Jets Ltd., começou a receber financiamento do Ministério do Ar. Em 1941, uma versão operacional do motor, chamada de W.1, gerando 454 Kgf de empuxo (4,45 kN) foi montada em um Gloster E28/39, voando pela primeira vez em 15 de maio de 1941 na base aérea da RAF de Cranwell.
Um problema encontrado em ambos os motores, chamados de motores de fluxo-centrífugo, no qual o compressor trabalhava empurrando o fluxo de ar para fora eixo central do motor, onde o ar era comprimido pela instalação de dutos divergentes, convertendo sua velocidade em pressão. Uma vantagem desse tipo de arranjo técnico era que ele já era bem conhecido, tendo sido implementado em compressores de alta-potência. Entretanto, dadas a limitações técnicas iniciais sobre o controle da velocidade do eixo do motor, o compressor necessitava ser muito grande para produzir o nível de potência necessário. Uma desvantagem a mais foi o fato do fluxo de ar ter que ser recurvado em direção à traseira do motor para a câmara de combustão e bocal do motor.

### O primeiro motor viável: Junkers Jumo 004
O austríaco Anselm Franz, da divisão de motores da Junkers (Junkers Motoren ou Jumo), resolveu estes problemas com a introdução do compressor axial, essencialmente uma turbina invertida. O ar que entra na parte dianteira do motor é levado para a seção traseira por uma ventoinha (dutos convergentes) na qual é comprimido contra uma seção de lâminas não rotativas chamadas estatores (dutos divergentes). Tal processo não é de modo algum tão potente quanto o compressor centrífugo, de forma que um número de pares de estatores e ventoinhas são colocados em série de modo a gerar compressão suficiente. Ainda que seja muito mais complexo, o motor resultante tem um diâmetro significativamente menor. 

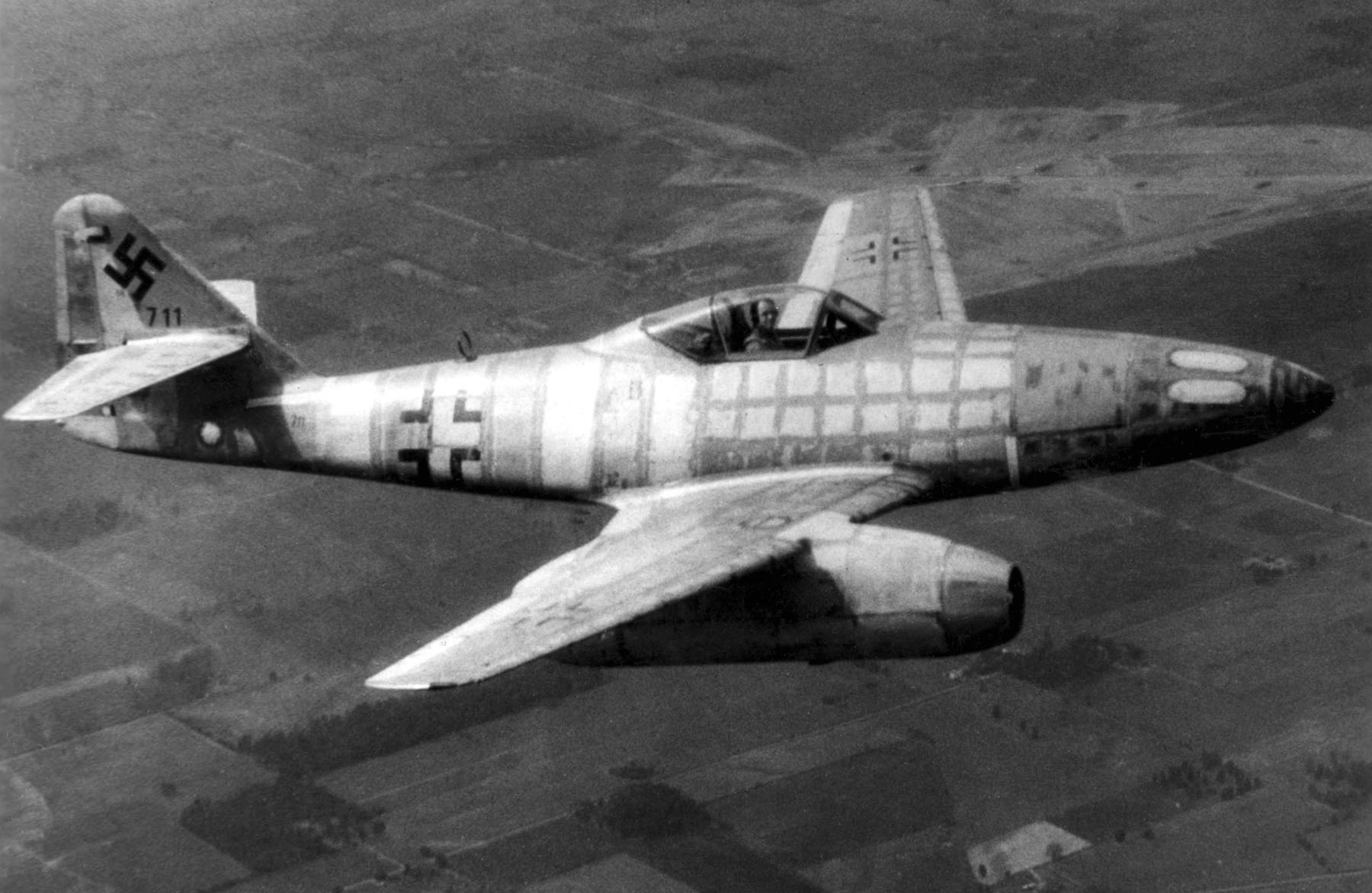
Messerschmitt Me 262

A Jumo atribuiu o número de motor 4, o Jumo 004. Depois de se resolverem muitas dificuldades técnicas, a produção em massa do Jumo 004 iniciou-se em 1944, com vistas a equipar o primeiro avião de combate à reação, o caça Messerschmitt Me 262. Por conta de Hitler desejar um novo bombardeiro baseado no Me 262, o avião chegou muito tarde para trazer qualquer alteração na posição alemã na Segunda Guerra Mundial. Entretanto o Me 262 seria sempre lembrado como primeiro avião a jato operacional. Após a Guerra, os aviões Me 262 foram extensivamente estudados pelos aliados, contribuindo no desenvolvimento dos primeiros caças a reação soviéticos e norte-americanos.
Os motores axiais foram melhorados desde a sua introdução. Com as melhorias na tecnologia de rolamentos, a velocidade do eixo do motor pode ser significativamente aumentada, reduzindo drasticamente o diâmetro das ventoinhas. Seu menor comprimento é uma característica vantajosa desse tipo de desenho. Seus componentes são, também, atualmente mais robustos dado que esses motores são mais suscetíveis a danos oriundos da penetração de objetos estranhos.
Os motores britânicos foram extensivamente licenciados pelos Estados Unidos (ver Missão de Tizard). Seu projeto mais famoso, o Nene também equipou aviões soviéticos após um acordo de troca de tecnologia. Projetos inteiramente norte-americanos não viriam até a década de 1960.

## Tipos de motores
Há um grande número de tipos de motores a reação, todos eles propulsionados por um jato expelido em alta-velocidade.
| Tipo                                       | Descrição | Vantagens | Desvantagens |
| ------------------------------------------ | --- | --- | --- |
| Jato de Água                               | Expele água para trás de uma embarcação                                                                                            | Pode funcionar em águas rasas, potente, menos prejudicial à vida marinha | Pode ser menos potente que uma hélice, mais vulnerável a danos |
| Termojato                                  | Mais primitivo tipo de motor a jato. Essencialmente é um motor a pistão turbocomprimido com tubo de exaustão típico de um jato     | Maior velocidade de empuxo do que um motor a hélice, melhor empuxo em alta velocidade | Pesado, ineficiente e pouco potente |
| Turbojato                                  | O mais simples dos motores a jato: basicamente compressor, câmara de combustão e turbina.                                          | Simplicidade do desenho | Desenho básico, perde muitas das melhorias em eficiência e potência |
| Turbofan                                   | Compressor de primeiro estágio ampliado para fornecer o fluxo de ar adicional em torno do motor                                    | Um mais silenciosos devido a um fluxo de ar maior. Velocidade total da exaustão mais baixa, ainda que eficiente em numa escala de velocidades subsônicas, temperatura de exaustão mais baixa | Maior complexidade (dutos de ar adicionais, necessidade de eixos duplos), motor do diâmetro maior, pás da ventoinha mais pesadas. Mais suscetível a danos. Uso em velocidades supersônicas limitado devido a probabilidade de sofrer danos. Mais adequado às velocidades subsônicas                                                                                 |
| Foguete                                    | Transporta o material propelente internamente, lançando um jato para propulsão                                                     | Poucas partes móveis, escalas de velocidade: Mach 0 a Mach 25 ou mais, eficiente em velocidades muito altas (maiores que Mach 10,0 ou mais). Relação empuxo/peso acima de 100, não possui complexas entradas de ar, alto índice de compressão, altíssima velocidade de exaustão (hipersônica), boa relação custo/empuxo, mais fácil de testar, trabalha bem na estratosfera e mais adequado à estruturas de alta velocidade | Necessita de grandes quantidades de propelente, impulso específico muito pequeno, entre 100-450 segundos. Reutilização da câmara de combustão dificultada dado o extremo estresse térmico sofrido na operação. A necessidade de transportar combustíveis altamente voláteis aumentam os riscos de aplicação. Muito barulhento                                       |
| Estatorreator                              | O ar é inteiramente comprimido por sua velocidade na entrada e dutos de ar                                                         | Poucas partes móveis, aplicação entre Mach 0,8 a Mach 5+, eficiente em altas velocidades (maiores que Mach 2,0), o mais leve de todos os motores a jato com entradas de ar (relação empuxo peso acima de 30 em velocidades ótimas de operação) | Requer grandes velocidades para funcionar, baixa eficiência em velocidades menores devido sua pequena capacidade compressão, construção de peças resistentes complexa, limitado a um pequeno leque de velocidades, entradas de ar devem ser diminuídas em velocidades subsônicas, barulhento, difícil de testar, difícil de construir sem que seja demasiado pesado |
| Turbo-hélice ou turbopropulsor             | Não é estritamente um jato, mas motor a jato usado para mover uma hélice.                                                          | Eficiente sob baixas velocidades subsônicas (ao redor de 500 km/h), grande capacidade de carga | Velocidades limitadas em aviões, razoavelmente barulhento, transmissão complexa |
| Propfan/UDF (da sigla inglês Unducted Fan) | É uma motor a jato que move duas ou mais hélices, similar a um turbofan só que sem o duto de ar.                                   | Baixo consumo de combustível, potencialmente menos barulhento que o turbofan, poderia ter levado aos aviões comerciais de grande velocidade, populares na década de 1980 durante a segunda crise do petróleo | Seu desenvolvimento tem sido bem limitado, acabam por ser mais barulhentos que os turbofans e são complexos |
| Pulso jato                                 | O ar queimado intermitentemente ao invés de continuamente, pode ser equipados com válvulas.                                        | Grande simplicidade, usado comumente em aeromodelismo | Barulhento, ineficiente (baixa taxa de compressão), desempenho ruim em larga escala, desgaste acentuado de válvulas em modelos que as utilizem |
| Motores de pulso detonação                 | Semelhante ao pulso jato, mas na combustão ocorre uma detonação no lugar de uma deflagração, pode ser ou não equipado com válvulas | Teoricamente de extrema eficiência | Extremamente barulhento, componentes do motor suscetíveis a extremo desgaste, dificuldade em iniciar a detonação, uso atual não viável |
| Foguete ar-aumentado                       | É essencialmente um estatorreator no qual o ar de entrada é comprimido e queimado por um foguete                                   | Mach 0 até Mach 4,5 ou mais, eficiente entre Mach 2 e 4 | Eficiência similar aos foguetes de voos de baixa velocidade ou espaciais, entrada de ar complexa, relativamente pouco desenvolvido e inexplorado, dificuldades na refrigeração, altamente barulhento |
| Scramjet                                   | Similar ao estatorreator, sem possuir um difusor; o fluxo de ar atravessa todo o motor em velocidade supersônica                   | Poucas partes mecânicas, pode operarem altos números de Mach (Mach 8 até 15) com grande eficiência | Ainda em estado de desenvolvimento, deve estar em alta velocidade para funcionar (Mach 6 ou mais), resfriamento insuficiente, relação empuxo/peso pobre (~2), aerodinâmica extremamente complexa, difícil de ser implementado, testes difíceis e caros |
| Turbofoguete                               | É um turbojato onde um tanque de oxidante adicional é colocado para aumentar o teto de serviço                                     | Similar aos projetos existentes, opera em altitudes muito altas, grandes velocidades e teto operacionais | A velocidade do ar é limitada ao padrões de um motor a jato, o transporte de tanques de material volátil, oxidante, é potencialmente perigoso |
| Jatos pré-resfriados / LACE                | O ar de entrada é resfriado a temperaturas muito baixas antes de entrar num estatorreator ou num turbojato                         | Facilmente testável em solo. Altas relações de empuxo/peso são possíveis (~14) juntamente com boa aproveitamento de combustível em um grande leque de velocidades, Mach 0-5,5 ou mais; Esta combinação de eficiências talvez venham a permitir um lançador orbital de um único estágio | Existe apenas um protótipo. Exemplos RB545, SABRE, ATREX |

## Comparação dos diferentes tipos de motores
O impulso do motor é igual à massa do ar, multiplicada pela velocidade com qual o motor a expele: 
I = m c
onde  m é massa do ar por segundo e c é a velocidade de exaustão. Em outras palavras, o avião voará mais rápido se o motor expelir a massa de ar com maior velocidade ou uma maior volume de ar na mesma velocidade. Entretanto, quando uma avião está em uma velocidade v, o ar move-se contra ele, criando arrasto na tomada de ar: 
m v
Muitos tipos de motores a jato têm uma entrada de ar, a qual a qual fornece a quantidade de ar existente na exaustão. Motores a foguete convencionais, contudo, não têm entradas de ar. O comburente e o combustível devem ser ambos carregados no avião. Conseqüentemente, motores de foguetes não têm o arrasto da entrada de ar; a pressão bruta do bocal é a pressão líquida do motor. Assim, as características do empuxo de motor a foguete são completamente diversas das de um motor a jato que aspira ar.
O fluxo de ar do motor somente é utilizável se a velocidade do gás do motor, c, for maior que a velocidade do avião, v. O empuxo líquido é o mesmo como se fosse expelido com a velocidade c-v. Assim o empuxo é igual a 
S = m (c-v)
O turbo-hélice tem uma grande hélice que desloca uma grande quantidade de ar até velocidades limitadas. Quando o avião excede certo limite de velocidade, a hélice não fornece mais potência (c-v < 0).
O turbojato e outros motores similares, movem uma massa de ar menor, assim como de combustível, que é expelida em velocidades mais altas com o auxílio de dutos convergentes/divergentes (convergent-divergent nozzle). É por isto que são adequados para o uso em velocidades supersônicas.  
Por outro lado, a eficiência energética é maior quando o motor desloca uma grande massa de ar em relação à velocidade do avião. A fórmula exata, dada na literatura especializada, é
{\displaystyle \eta ={\frac {2}{1+{\frac {c}{v}}}}}
Os turbofans de baixa permeabilidade possuem dois fluxos de exaustão de ar em diferentes velocidades (c1 e c2). A propulsão destes motores é dada por:
S = m1 (c1 - v) + m2 (c2 - v)
Onde m1 e m² correspondem à massa que passa de ar que passa por ambos exaustores. Estes motores são mais eficazes que os turbojatos puros em baixas velocidades; ao mesmo tempo, são mais eficazes em altas velocidades subsônicas que os turbo-hélices em geral. Por exemplo, à altitude de 10 mil metros, os turbo-hélices serão mais efetivos em velocidades ao redor de 0,4 mach; turbofans de baixa permeabilidade serão mais efetivos em torno de 0,75 mach; os jatos puros serão mais efetivos do que esses tipos de motores mistos em velocidades próximas de Mach 1 — a velocidade do som. 
Motores a foguete são melhores em altas velocidades e altitudes. Sob qualquer aceleração, o empuxo e a eficiência do motor a foguete melhorará ligeiramente conforme o aumento da altitude (porque a queda da pressão do ar diminui aumentando o empuxo líquido no bocal do motor) enquanto que com os turbojatos (ou turbofans) a diminuição da pressão de entrada do ar (e dos gases quentes de saída) causam a queda do empuxo líquido com a altitude crescente.

## Motor turbojato

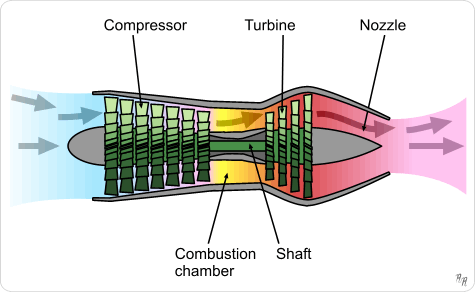
Turbojato

Um motor turbojato é um tipo de motor de combustão interna normalmente usado para impulsionar aviões. O ar é sugado por um compressor rotativo e é comprimido, em sucessivos estágios para maiores pressões antes de passar pela câmara de combustão. O combustível é misturado ao ar comprimido e é queimado na câmara de combustão com o auxílio de ignitores. O processo de combustão eleva significativamente a temperatura do gás, fazendo com que os gases expelidos expandam-se através da turbina, na qual a força é extraída para movimentar o compressor. Embora este processo da expansão reduza a temperatura e a pressão do gás na saída da turbina, ambas estão ainda muito acima das condições naturais. O gás em expansão sai da turbina através dos bocais de saída do motor, produzindo um jato de alta velocidade. Se a velocidade do jato exceder a velocidade de voo do avião, existirá uma pressão de aceleração sobre a fuselagem.
Sob condições normais, a ação bombeadora do compressor impede a existência de qualquer contra-fluxo, facilitando o fluxo contínuo do motor. O processo inteiro é similar ao motor de quatro tempos, mas a admissão, compressão, explosão e exaustão se dão ao mesmo tempo em diferentes seções do motor. A eficiência mecânica do motor dependerá fortemente da razão de compressão (pressão de combustão/pressão de entrada) e da temperatura da turbina no ciclo. 
A comparação entre motores a jato e motores a hélice é instrutiva. Um turbojato acelera intensivamente uma pequena quantidade de ar, enquanto um motor a hélice move uma relativamente grande quantidade de ar a uma velocidade significativamente menor. Os gases de exaustão rápidos de um motor a jato os fazem mais eficientes em altas velocidades, especialmente em velocidades supersônicas e em grandes altitudes. Em aviões mais lentos, requeridos para voos curtos, um avião equipado com uma turbina a gás que move uma hélice, comumente conhecido como turbo-hélice, é mais comum e muito mais eficiente. Aviões muito pequenos normalmente usam motores convencionais, a pistão, para mover a hélice, mas motores turbo-hélice pequenos estão ainda menores com o surgimento de melhorias na engenharia.
O turbojato descrito acima é um turbo jato de eixo simples, no qual um único eixo conecta a turbina ao compressor. Projetos que atingem altas pressões possuem dois eixos concêntricos, que melhoram a estabilidade durante a aceleração do motor. O eixo de alta pressão externo liga-se ao eixo da turbina. Este, com o pós-combustor, formam o núcleo ou gerador de gás da turbina. O eixo interno conecta-se ao compressor de baixa pressão da turbina. Ambos ficam livres para operar em velocidades ótimas.

## Motor turbofan
Grande parte dos aviões comerciais atuais são equipados com motores turbofans, nos quais um conjunto rotativo de palhetas (fan ou ventoinha) na entrada, impulsiona o ar não apenas para o centro do motor, mas também para um duto secundário periférico, chamado "bocal frio", sendo misturado aos gases de exaustão à baixa pressão da turbina antes de se expandir com os gases do fluxo principal. O fluxo direcionado para o centro do motor chega ao compressor de baixa pressão e em seguida ao compressor de alta pressão, que comprime o ar na câmara de combustão. Nesta câmara é injetado o combustível e a alta pressão provocada pela combustão da mistura impulsiona a turbina de alta pressão, que por sua vez impulsiona o compressor de alta pressão, pois são ligados por um mesmo eixo. Depois de impulsionar a turbina de alta pressão, os gases se expandem, gerando o empuxo e impulsionam a turbina de baixa pressão. Esta, por sua vez está solidária à fan (ventoinha) de entrada de ar e ao compressor de baixa pressão, pois todos estes elementos estão ligados a um mesmo eixo.
Na segunda metade do século XX havia pouca diferença entre motores a jato civis e militares, à parte o uso de pós-combustores em algumas aplicações (supersônicas).
Turbofans de uso civil dos dias atuais possuem um baixo empuxo específico (empuxo líquido dividido pelo fluxo de ar) para manter o barulho do jato a um mínimo aumentar a eficiência do combustível. Conseqüentemente a relação de permeabilidade (fluxo de ar secundário dividido pelo fluxo do núcleo) é relativamente alta (relações de 4:1 a 8:1 são comuns). Um único ventilador é necessário, dado que o baixo empuxo específico implica uma baixa pressão do ventilador.
Os turbofans atuais, no entanto, tem um empuxo específico relativamente alto, para maximizar o empuxo para uma dada àrea frontal, e o barulho sendo uma pequena conseqüência. Os fans multi-estágio são requeridos normalmente para alcançar um índice de pressão do fan relativamente alto necessário para um empuxo específico. Apesar de altas temperaturas na entrada da turbina são freqüentemente empregadas, o índice de passagem de ar secundário (bypass) tende a ser baixo (normalmente significativamente inferior a 2.0).